# Бонишин
Бонишин (укр. Бонишин) — село в Золочевской городской общине Золочевского района Львовской области Украины.
Население по переписи 2001 года составляло 138 человек. Занимает площадь 7,72 км². Почтовый индекс — 80750. Телефонный код — 3265.